# سكوت غودير
سكوت غودير هو سائق سيارة سباق كندي، ولد في 20 ديسمبر 1959 في تورونتو في كندا.
أدار سلسلة سباقات "بطولة سباقات إندي" و"تشامب كار" خلال مسيرته منذ عام 1987، وفاز بسباق ميتشيغان 500 في عامي 1992 و 1994.

## وصلات خارجية
- سكوت غودير على موقع Racing-Reference.info (الإنجليزية)
- سكوت غودير على موقع DriverDB.com (الإنجليزية)
- سكوت غودير على موقع قاعة أونتاريو للمشاهير الرياضية (مؤرشف) (الإنجليزية)